# سيلاس داستين
سيلاس داستين (بالإنجليزية: Silas Dustin)‏ هو أمين متحف أمريكي، ولد في 1855 في ريتشموند في الولايات المتحدة، وتوفي في 1940.